# VIA C7-D

C7-D logo

VIA C7-D是一款x86處理器，核心代號為Esther，由台灣的威盛電子公司設計。C7-D處理器與C7及C7-M處理器架構一樣採用CoolStream架構，C7-D時脈最高為1.8GHz，而最大功耗僅為20W。VIA C7-D採用了nanoBGA2封裝，核心面積僅為21mm x 21 mm，現時擁有1.5GHz及1.8GHz兩款型號。C7-D擁有32 way 128KB L2 Cache、16階工作管線。支援MMX、SSE、SSE2及SSE3等多媒體指令集。
C7-D將會搭配整合式單晶片晶片組CN700，整合了S3 Graphics UniChrome Pro IGP繪圖引擎，支援雙顯示輸出，內建硬體MPEG-2加速功能及Chromotion CE影像最佳化技術。其他功能包括5.1聲道AC97音效，記憶體支援DDR2 400/533MHz記憶體。
C7-D處理器功耗低，放出的熱力也比較少，較適合在嵌入式系統及新興的HTPC市場使用。而VIA亦與Carbon Footprint合作，稱C7-D是全球首款無碳淨氧處理器，以環保作招來，主攻重視環保的歐洲國家。VIA亦推出“TreeMark”標示以突顯C7-D相較其它處理器廠商產品的環保優勢。

Processor TreeMark

## C7-D處理器列表
| 名稱     | 核心代號 | 時脈     | V4前端匯流排 | 封裝腳位 | 處理器製程 |
| -------- | -------- | -------- | ------------ | -------- | ---------- |
| VIA C7-D | Esther   | 2000 MHz | 400 MHz      | NanoBGA2 | 90nm       |
| VIA C7-D | Esther   | 1800 MHz | 400 MHz      | NanoBGA2 | 90nm       |
| VIA C7-D | Esther   | 1500 MHz | 400 MHz      | NanoBGA2 | 90nm       |

## 另見
- 威盛電子
- 威盛處理器列表

## 外部連結
- 威盛電子官方網站